# ジ・アケイシャ・ストレイン
ジ・アケイシャ・ストレイン(英: The Acacia Strain)はアメリカ・マサチューセッツ州チコピー出身のデスコアバンド。多くのメンバーの変遷を経てオリジナルメンバーはボーカリストのVincent Bennettのみとなっている。現在の所属レーベルはライズ・レコード。

## 概要
今日に至るまで7枚のスタジオ・アルバムと2枚のスプリットをリリースしている。スプリットの内一つはLOYAL TO THE GRAVE（Slayerのカバー）とのもの、もう一つはThis or the Apocalypse、War from a Harlots Mouth、Aggressive Dogs、そしてFACTが参加している。従来より名物プロデューサーのAdam DutkiewiczおよびZeussと共に活動している。
2009年12月、Stillborn FestにおいてHatebreedのサポートをCrowbar、The Casualties、Thy Will Be Doneと共に行う。
2010年2月16日、DVD作品『The Most Known Unknow』をリリース。
その後、Warped Tour 2011にWe Came As Romans、Set Your Goals、Wind of Plague、Miss May Iらと共にAdvent Clothingステージで出場。
2012年4月17日、ライズ・レコードに移籍。2012年10月の新アルバムのリリース予定を告知した。
同4月25日、秋発表の新アルバムから先行して『Servant in the Place of Truth』をデジタルでリリース。
8月10日、新アルバム『Death Is the Only Mortal』の収録曲目を自身のFacebookページ上で発表したが、先述の『Servant in the Place of Truth』は含まれておらず、後にギタリストのDaniel Laskiewiczはアルバム用のシングルではないとした。
9月6日、『Death Is the Only Mortal』より『Victims of the Cave』のリリック・ビデオをライズ・レコードのYouTubeチャンネルで公開。
10月9日、『Death Is the Only Mortal』リリース。
11月、イギリスでVan's Warped Tour出場およびArchitectsのサポート公演を行う。
11月27日、バンドが転覆事故に遭い、Veil of Mayaとの共同ツアーを棄権した。
2013年5月18日、Daniel Laskiewiczが自身のFacebookページ上で脱退を宣言。
6月4日、新たにギタリストとしてDevin Shidaker（元Oceano）とRichard Gomez（元Molotov Solution）が加入。
2014年8月12日、7thアルバム『Coma Witch』のリリースを発表、同アルバムより先行シングル『Cauterizer』をリリース。
10月14日、『Coma Witch』リリース。
2015年5月23日、The Summer Slaughter Tourへの出場を告知すると共に、ベーシストのJack Strongの脱退と後任のGriffin Landaの加入を公表
。
2017年6月30日、8th『Gravebloom』リリース。

## 音楽性
Allmusicはバンドの音楽性について「骨を砕くようなリズムセクション、黙示的なサンプリング、そしてユニークなトリプルギターの強襲がハードコア・パンク、ノイズ、デスメタル、ドゥームメタルといった彼らの音楽的影響を伺わせる。」と特徴づけている。同サイトの『Wormwood』のレビューでは「SepulturaやPanteraの如く、抑えきれない衝動の記憶を糧に、無骨で止まることのないジャガーノートをこの世界に解き放っている。」と綴った。
元ベーシストのJack Strongは彼ら自身の音楽性について「ハードコア影響下のメタル」と言及した。ボーカリストのVincent Bennetは「デスコアは新しい形のニューメタルだが、そんなのクソくらえだ。そしてもし俺たちのことをデスコアと呼ぶような奴がいたら俺がそいつを酷い目に遭わせてやる。」と、デスコアのレッテルを貼られることに強い抵抗感を示している。
歌詞はボーカリストのBennetによって書かれ、主に人間不信やニヒリズムが題材となっている。また、ミソジニーや性的倒錯のイメージを盛り込むことがあるが大抵の場合、曲全体の意味合いが解釈の余地を残す範囲での比喩表現に留めている。
彼らがインスピレーションを受けたものとして、Down、Bad Religion、Black Flag、Sick of It All、Madball、Minor Threat、Agnostic Front、Cannibal Corpse、Morbid Angel、At the Gates、Pantera、Sepultura、The Black Dahlia Murder、Motörhead、Slayer、Exodus、Metallica、Nine Inch Nails、Alice in Chains、Cattle Decapitation、Anal Cunt、Despised Iconなどがいる。

## メンバー
| 現在のメンバー - Vincent Bennett – ボーカル (2001–現在) - Matt Guglielmo – ドラム、パーカッション (2023–現在) - Devin Shidaker – ギター、コーラス (2013–現在) - Griffin Landa – ベース (2015–現在) - Tom "The Hammer" Smith, Jr. – リズムギター (2016–現在) | 過去のメンバー - Daniel "DL" Laskiewicz – リードギター (2001–2013) - Daniel Daponde – リスムギター、コーラス (2001–2006) - Christopher Daniele – リズムギター (2001–2005) - Ben Abert – ドラム、パーカッション (2001–2004) - Karrie Whitfield – ベース (2001–2003) - Jeanne Sagan – ベース (2003) - Seth Coleman – ベース (2004–2006) - Jack Strong – ベース (2006–2015) - Richard Gomez – リズムギター (2013–2016) - Kevin Boutot – ドラム、パーカッション (2005–2023) | サポートメンバー - Mark Castillo – ドラム、パーカッション (2004–2005) - David Sroka – ギター (2009) - Mike Casavant – ギター (2009–2010) - Tim Cavallari – ギター (2010–2012) - Tony Diaz – ギター (2010–2012) |

タイムライン

## ディスコグラフィー
| ...And Life Is Very Long                                                | - リリース日: 2002年9月2日 - レーベル: Devil's Head - フォーマット: CD、ダウンロード              | —   | —  | —  | —  | —  |
| 3570                                                                    | - リリース日: 2004年7月13日 - レーベル: Devil's Head, Prosthetic - フォーマット: CD、ダウンロード | —   | —  | —  | —  | —  |
| The Dead Walk                                                           | - リリース日: 2006年6月13日 - レーベル: Prosthetic - フォーマット: CD、ダウンロード               | —   | 40 | 47 | —  | —  |
| Continent                                                               | - リリース日: 2008年8月19日 - レーベル: Prosthetic - フォーマット: CD、ダウンロード               | 107 | 2  | 13 | —  | 18 |
| Wormwood                                                                | - リリース日: 2010年7月20日 - レーベル: Prosthetic - フォーマット: CD、ダウンロード               | 67  | —  | 6  | 21 | 8  |
| Death Is the Only Mortal                                                | - リリース日: 2012年10月9日 - レーベル: Rise - フォーマット: CD、ダウンロード                     | 51  | —  | 10 | 21 | 5  |
| Coma Witch                                                              | - リリース日: 2014年10月14日 - レーベル: Rise - フォーマット: CD、ダウンロード                    | 31  | —  | 4  | 8  | 1  |
| Gravebloom                                                              | - リリース日: 2017年6月30日 - レーベル: Rise - フォーマット: CD、ダウンロード                     | 146 | —  | 4  | 29 | 8  |
| ※棒線はチャート外もしくは該当地域でリリースされていないことを表します。 |                                                                                                   |     |    |    |    |    |

EP
- Money for Nothing (2013)
- Above/Below (2013)
- The Depression Sessions with Thy Art Is Murder and Fit for an Autopsy (2016)

シングル
- "Servant in the Place of Truth" (2012)

デモ
- 2001 Demo (2001)

DVD
- The Most Known Unknown (2010)